# Thiron-Gardais
Thiron-Gardais ist eine aus zwei Ortsteilen sowie einigen Weilern (hameaux) und Einzelgehöften (fermes) bestehende Gemeinde mit 972 Einwohnern (Stand: 1. Januar 2022) im Département Eure-et-Loir im äußersten Westen der Region Centre-Val de Loire.

## Geographie
Thiron-Gardais liegt auf dem Südufer des Flüsschens Thironne im Regionalen Naturpark Perche etwa 45 km südwestlich von Chartres in einer Höhe von ca. 260 m.  Nächstgrößere Kleinstadt ist Nogent-le-Rotrou (gut 14 km westlich). Das Klima ist in hohem Maße vom Meer beeinflusst und deshalb nahezu frostfrei; Regen (ca. 695 mm/Jahr) fällt verteilt übers ganze Jahr.

## Bevölkerungsentwicklung
| Jahr      | 1800 | 1851 | 1901 | 1954 | 1999 | 2017 |
| Einwohner | 532  | 680  | 582  | 404  | 1121 | 995  |

Der kontinuierliche Bevölkerungsrückgang seit der Mitte des 19. Jahrhunderts ist im Wesentlichen auf die Mechanisierung der Landwirtschaft und den damit einhergehenden Verlust von Arbeitsplätzen zurückzuführen. Im Jahr 1986 wurde der ehemals selbständige Nachbarort Gardais eingemeindet.

## Wirtschaft
Die beiden Dörfer Thiron und Gardais waren seit jeher Landgemeinden mit einem hohen Anteil an Weidewirtschaft. Außerdem spielte die Herstellung und der Verkauf von Holzkohle eine wichtige Rolle für das Überleben der Menschen.

## Geschichte

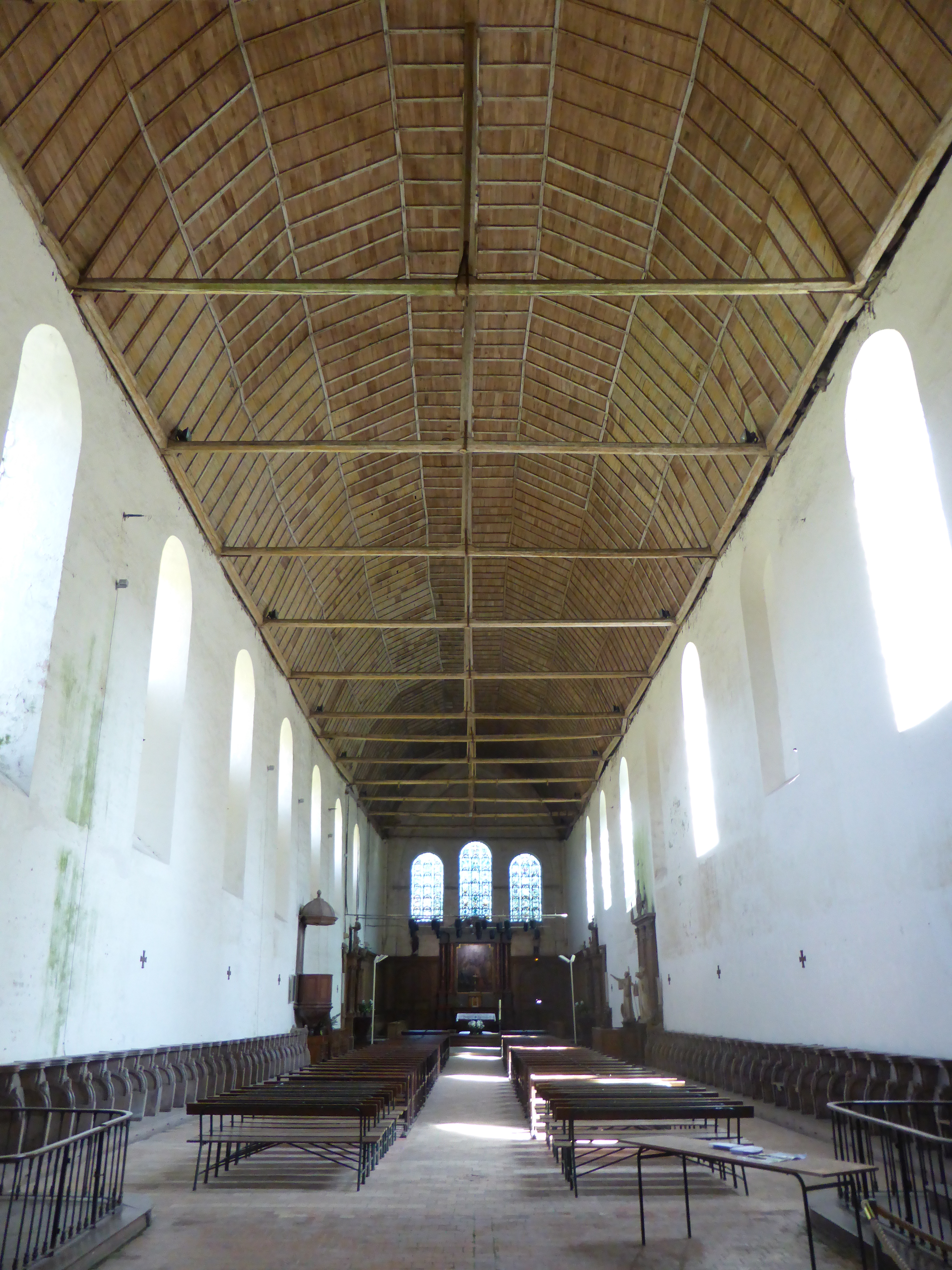
Abteikirche Sainte-Trinité

Die Geschichte von Thiron ist eng verbunden mit der in den Jahren 1109 bis 1122 von Bernhard von Tiron gegründeten Benediktinerabtei; ein Grundstück war ihm zuvor von Rotrou III., dem Grafen des Perche, geschenkt worden. Das Kloster entwickelte sich im Verlauf des Mittelalters zum Mutterkloster zahlreicher weiterer Abteien und Priorate in Frankreich und England; im Jahr 1629 schloss es sich dem Reformorden der Mauriner an, doch die Französische Revolution setzte dem mönchischen Leben ein Ende.

## Sehenswürdigkeiten
- Vom ehemaligen Kloster Sainte-Trinité steht noch die schmucklose einschiffige Abteikirche aus dem frühen 12. Jahrhundert, deren Schiff von einem Holzgewölbe mit Zugankern bedeckt ist. Der Bau ist seit dem Jahr 1912 als Monument historique anerkannt.[3]
- Einige Nebengebäude wie die ehemalige Zehntscheune (Grange aux Dîmes) aus dem 15. Jahrhundert, eine Mühle und die Klosterbäckerei stehen ebenfalls unter Denkmalschutz.
- Die ehemaligen Klostergärten werden wieder mit Gemüse und Blumen bepflanzt.[4]
- Das ehemalige barocke Abtsgebäude aus dem 17. Jahrhundert diente unter den Maurinern als Schule; später wurde hier eine Militärschule untergebracht.[5]

## Gemeindepartnerschaften
- Ebenweiler, Baden-Württemberg (seit 1974)

## Persönlichkeiten
- Bernhard von Tiron (um 1046–1116), Abt